# Yurika Kubo
Yurika Kubo (久保 ユリカ Kubo Yurika?, nascută 19 mai 1989) este o actriță de dublaj, fotomodel, cântăreață, și personalitate din Prefectura Nara. Ea este afiliat cu Clare Voice din ianuarie 2015.

## Carieră
Yurika este un membru al unei trupei în proiectul Love Live!, Printemps, alături de Emi Nitta și Aya Uchida.

## Filmografie

### Anime-uri
| Titlu                                             | An   | Rol                             | Notițe                | Sursă |
| ------------------------------------------------- | ---- | ------------------------------- | --------------------- | ----- |
| The Pet Girl of Sakurasou                         | 2012 | Mayu Takasaki                   |                       |       |
| Say "I love you".                                 | 2012 | Girl                            | Ep. 5                 |       |
| Let's Go! Anpanman                                | 2012 | Potato-kun                      |                       |       |
| Muv-Luv Alternative: Total Eclipse                | 2012 | Irina Baranowa                  | Ep. 8-10              |       |
| Hunter × Hunter (2011)                            | 2012 | Elevator girl                   | Ep. 27                |       |
| Gatchaman Crowds                                  | 2013 | Ao Sawamura schoolgirl          | Ep. 2-4, 9-12 Ep. 3-8 | [ 2 ] |
| Kin-iro Mosaic                                    | 2012 | Female student B                | Ep. 3                 | [ 2 ] |
| Kotoura-san                                       | 2013 | Hiyori Moritani                 | [ 3 ]                 |       |
| Nagi-Asu: A Lull in the Sea                       | 2013 | Kaori Akiyoshi                  | [ 2 ]                 |       |
| The "Hentai" Prince and the Stony Cat.            | 2013 | Stony Cat                       | [ 2 ]                 |       |
| Yuyushiki                                         | 2013 | Female student D girl           | Ep. 4 Ep. 5           | [ 2 ] |
| Love Live!                                        | 2013 | Hanayo Koizumi                  | [ 4 ]                 |       |
| JoJo's Bizarre Adventure                          | 2013 | Girl                            | Ep. 17                | [ 2 ] |
| Chikasugi Idol Akae-chan                          | 2014 | Peperonpoppupoponchu Midorikawa | [ 5 ]                 |       |
| Magimoji Rurumo                                   | 2014 | Schoolgirl, Nekoneko sister     | [ 2 ]                 |       |
| Love Live! 2nd Season                             | 2014 | Hanayo Koizumi                  | [ 4 ]                 |       |
| Tantei Kageki Milky Holmes TD                     | 2015 | Rhythmic                        |                       |       |
| Is It Wrong to Try to Pick Up Girls in a Dungeon? | 2015 | Loki                            | [ 6 ]                 |       |
| Mikagura School Suite                             | 2015 | Kumano-san                      | [ 7 ]                 |       |
| Monster Musume                                    | 2015 | Tionisia                        | [ 8 ]                 |       |
| Gate: Jieitai Kano Chi nite, Kaku Tatakaeri       | 2015 | Nanami Kuribayashi              | Ep. 10                |       |
| Valkyrie Drive: Mermaid                           | 2015 | Meifon Sakura                   |                       |       |
| Mobile Suit Gundam: Iron-Blooded Orphans          | 2015 | Eco Turbine                     |                       |       |
| Undefeated Bahamut Chronicle                      | 2016 | Philuffy Aingram                |                       |       |
| Ōya-san wa Shishunki!                             | 2016 | Chie Satonaka                   | [ 9 ]                 |       |

## Discografe

### Album
| Nr. | Data lansării  | Titlu                                                                                |
| --- | -------------- | ------------------------------------------------------------------------------------ |
| 1   | 2 aprilie 2014 | Anata no Taiyo ni Naritai (あなただけの太陽になりたい?) (あなただけの太陽になりたい) |